# Hyrum Smith
Hyrum Smith (9 de Fevereiro de 1800 – 27 de Junho de 1844) foi um religioso estadunidense. Era o irmão mais velho de Joseph Smith Jr., fundador do movimento dos Santos dos Últimos Dias. Hyrum foi um dos líderes de A Igreja de Jesus Cristo dos Santos dos Últimos Dias nos seus primórdios e uma das oito testemunhas do Livro de Mórmon. Morreu na cadeia, assassinado no levante popular contra seu irmão Joseph.
Seus descendentes desempenharam papéis importantes no desenvolvimento da Igreja de Jesus Cristo dos Santos dos Últimos Dias. Seu filho Joseph Fielding Smith foi presidente da igreja, assim como seu neto também chamado Joseph Fielding Smith.